# Аллейн Франсік
Аллейн Джеремі Франсік (англ. Alleyne Jeremy Francique, нар. 7 червня 1976) — гренадський легкоатлет, який спеціалізувався на бігу на короткі дистанції.

## Спортивні досягнення
Фіналіст (4-е місце) олімпійських змагань з бігу на 400 метрів (2004). Учасник олімпійських змагань з естафетного бігу 4×400 метрів (1996) та бігу на 400 метрів (2008) — обидва рази стадію попереднього забігу не проходив.
Фіналіст чемпіонатів світу з бігу на 400 метрів (2001, 2003) — обидва рази посідав 6-е місце.
Дворазовий чемпіон світу в приміщенні з бігу на 400 метрів (2004, 2006).
Переможець (2002) та срібний призер (2006) змагань з естафетного бігу 4×400 метрів на Кубках світу.
Бронзовий призер Панамериканських ігор з бігу на 400 метрів (2003).
Срібний призер Ігор Співдружності з бігу на 400 метрів (2002).
Чемпіон Гренади з бігу на 200 та 400 метрів (2003).